# Stazione di Peschiera del Garda
Stazione di Peschiera del Garda vasútállomás Olaszországban, Veneto régióban, Peschiera del Garda településen.

## Vasútvonalak
Az állomást az alábbi vasútvonalak érintik:
- Milánó–Velence-vasútvonal

## Kapcsolódó állomások
A vasútállomáshoz az alábbi állomások vannak a legközelebb: 
- San Martino della Battaglia railway station
- Stazione di Castelnuovo del Garda